# Guillaume Rouillé

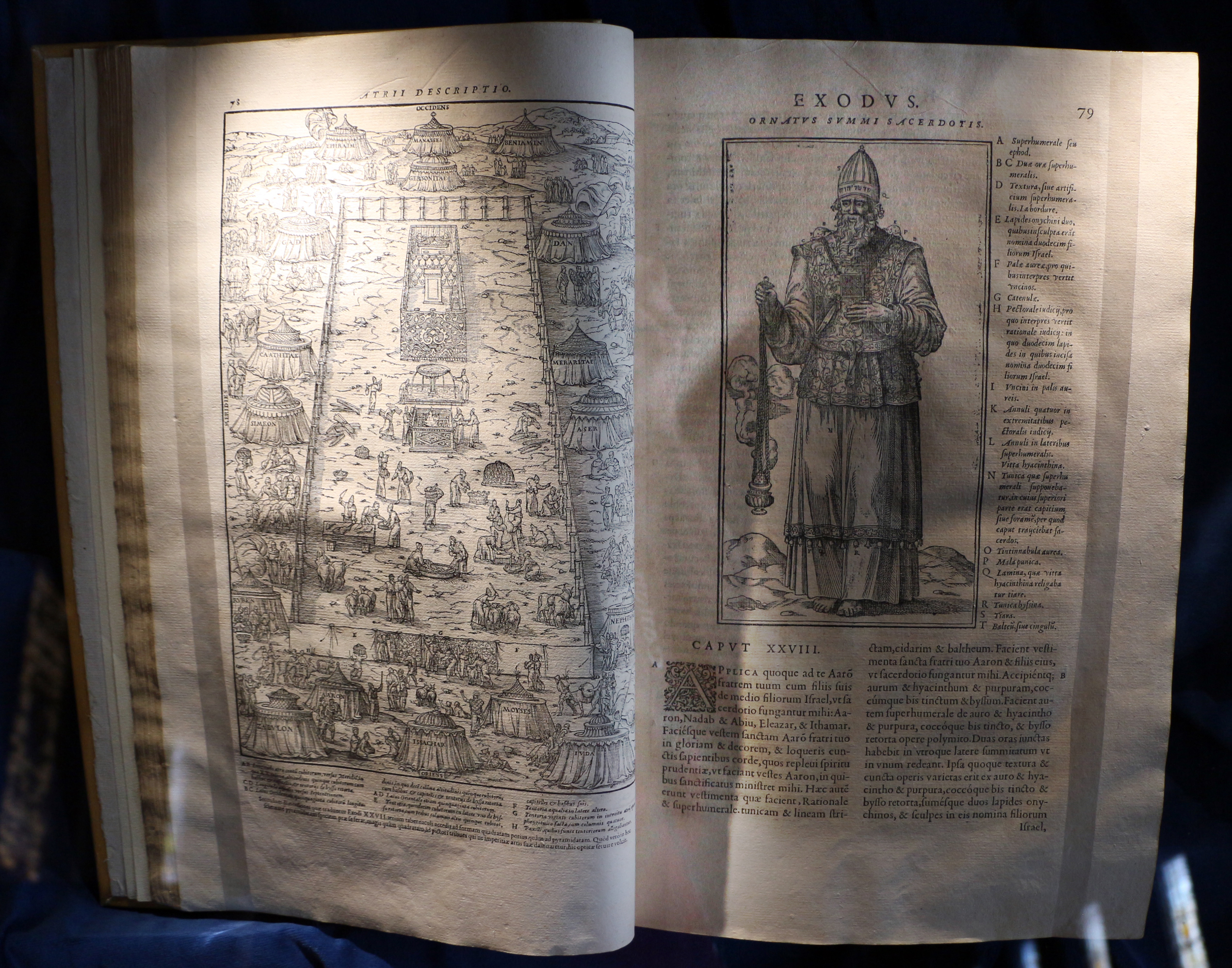
Edició de la Vulgata de Guillaume Rouillé (1566)

Guillaume Rouillé (en llatí, Gulielmus Rovillium; Tours, c.1518 – Lió, 1589) fou un llibreter i impressor humanista del Lió del segle XVI. Va inventar el format de llibre de butxaca anomenat sextodecimo, la meitat de la grandària del format octavo, i va publicar nombroses obres d'història i poesia, així com de medicina, a més dels reculls i manuals.
Tot i ser francès, va ser alumne de la casa d'impressió veneciana de Gabriele Giolito de Ferrari, i va mantenir les seves connexions amb Venècia com a font dels textos després de la seva arribada a Lió vora el 1543.
Entre les seves obres, destaca la traducció francesa de Barthélemy Aneau del pioner llibre d'emblemes d'Andrea Alciato, que va representar part d'una important aposta editorial a Lió per l'equip de Guillaume Rouillé i el seu impressor Macé Bonhomme, que es va ampliar les traduccions a l'italià i al castellà. Rouillé també publicà llibres d'imprese per a Paolo Giovio i Gabriele Simeoni. Una altra obra iconogràfica va ser la compilació de tota classe retrats de l'Antiguitat, Promptuarii Iconum Insigniorum (primera i segona part, 1553, etc.), on cada retrat amb forma de medalla anava seguit per una breu biografia. Més tard va ser un dels quatre impressores que va editar l'Homenatge dels impressores lionesos a Miguel de Villanueva, una edició de materia medica, com a tribut al seu amic assassinat Miquel Servet. Rouillé va seguir publicant edicions francesos, com Promptuaire des Medalles des plus renommées personnes... (1581), etc. El seu Sententiae omnes undiquaque selectissimae (1555) va recollir les màximes morals de les obres d'Aristòtil.
A les seves portades, la seva marca es mostra de forma destacada: una àguila que apareix a sobre d'un globus en un pedestal, flanquejada per serps amb cues nuades. Els seus hereus van continuar la premsa al segle xvii.